# Memphis Blues (album)
Memphis Blues è l'undicesimo album in studio dell'icona pop statunitense Cyndi Lauper, pubblicato il 22 giugno 2010.

## Descrizione
Come dichiarato dalla stessa Cyndi su Twitter, lei voleva da tempo fare un album di cover blues. Le registrazioni sono iniziate nel marzo 2010 negli Electrophonic Studios di Memphis (Tennessee) con il produttore Scott Bomar, suoi frequenti collaboratori come Bill Wittman, e ospiti speciali Charlie Musselwhite, Ann Peebles e Allen Toussaint.

## Tracce
1. Just Your Fool (feat. Charlie Musselwhite)
2. Shattered Dreams (feat. Allen Toussaint)
3. Early in the Mornin' (Charlie Spand) (feat. Allen Toussaint & B.B. King)
4. Romance in the Dark (Lil Green)
5. How Blue Can You Get? (Jane Feather) (feat. Jonny Lang)
6. Down Don't Bother Me (feat. Charlie Musselwhite)
7. Don't Cry No More (Don Robey)
8. Rollin' and Tumblin' (feat. Kenny Brown and Ann Peebles) (Traditional)
9. Down So Low (Tracy Nelson)
10. Mother Earth (Memphis Slim) (feat. Allen Toussaint)
11. Crossroads (Robert Johnson) (feat. Jonny Lang)
12. Wild Women Don't Have The Blues
13. I Don't Want to Cry (feat. Leo Gandelman) (Chuck Jackson) [Traccia Bonus per l'edizione Latinoamericana]